# 茶果嶺道

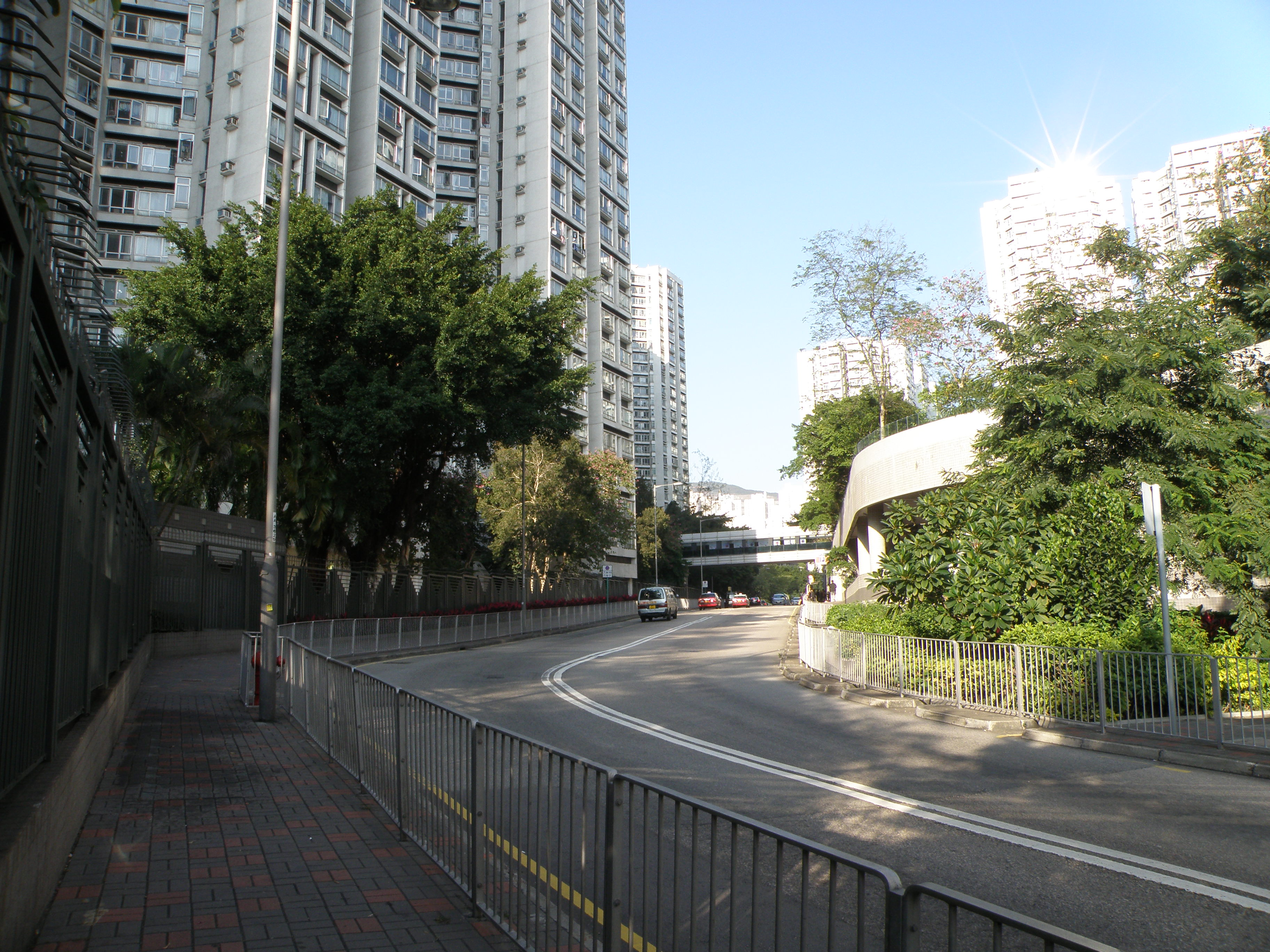
茶果嶺道麗港城南段

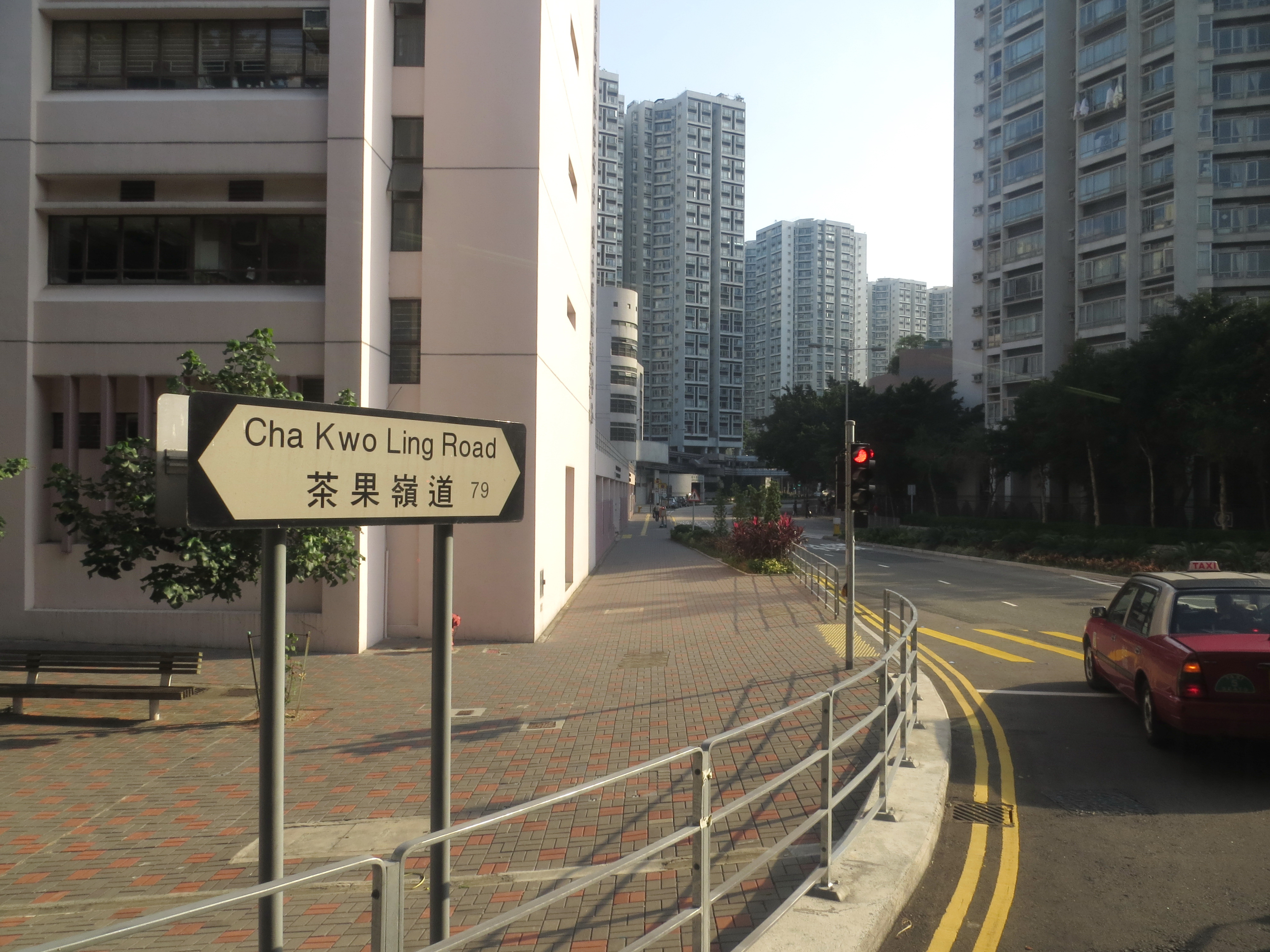
茶果嶺道麗港城北段，79號近偉發道，左方建築物為容鳳書紀念中心。

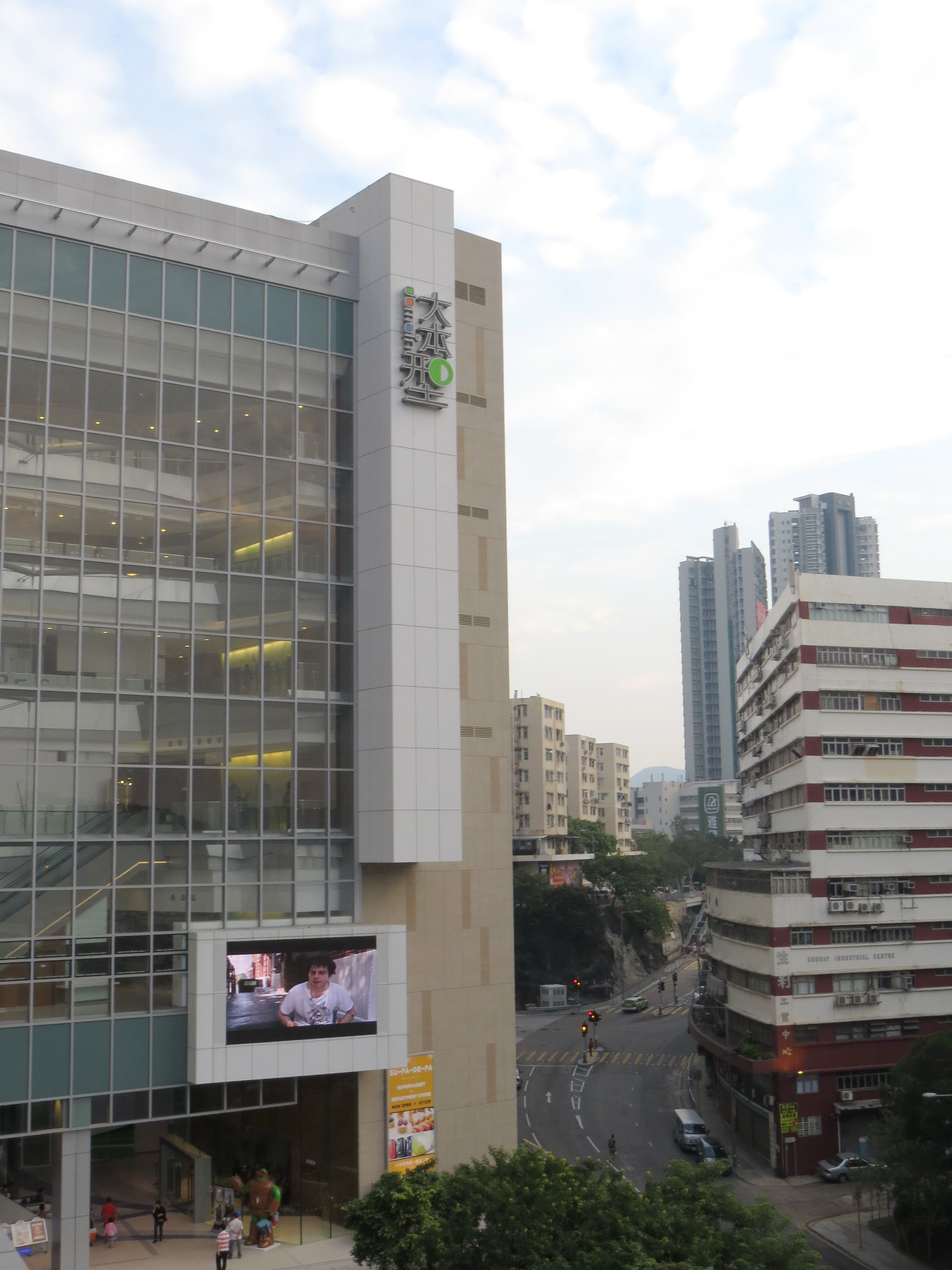
茶果嶺道近大本型的一段

茶果嶺道（英語：Cha Kwo Ling Road）是香港九龍觀塘區的一條道路，以途經的茶果嶺村命名。道路西起麗港城的鯉魚門道及偉業街等，經過草灣及茶果嶺一帶，東面則連接鯉魚門的崇信街和欣榮街。

## 茶果嶺道由西面至東面途經地點
- 觀塘法院
- 麗港公園
- 麗港城公共運輸交匯處
- 麗港城
- 麗港城商場
- 城中薈
- 麗港中心
- 茶果嶺村
- 茶果嶺公眾貨物裝卸區
- 東區海底隧道
- 港鐵油塘站
- 大本型
- 油塘中心
- 三家村遊樂場
- 茶果嶺海濱公園

## 交匯道路
- 鯉魚門道
- 偉發道
- 成業街
- 有康街
- 茜發道
- 麗港街
- 偉業街
- 永福街
- 藍田交匯處
- 將軍澳—藍田隧道
- 油塘道
- 高輝道
- 高安里
- 高超道
- 四山街
- 欣榮街
- 崇信街